# Lista över fornlämningar i Växjö kommun (Östra Torsås)
Lista över fornlämningar i Växjö kommun (Östra Torsås) är en förteckning av ett urval av de fornlämningar som finns i Östra Torsås i Växjö kommun.
| Namn                                       | Lämningstyp                      | Tillkomsttid | Historisk indelning   | Plats | Läge                 | ID-nr          | Bild                                      |
| ------------------------------------------ | -------------------------------- | ------------ | --------------------- | ----- | -------------------- | -------------- | ----------------------------------------- |
| Inglinge hög (Östra Torsås 1:1)            | Gravfält                         |              | Östra Torsås, Småland |       | 56.746075, 14.909472 | 10078200010001 | Ladda upp en till bild av detta fornminne |
| Östra Torsås 5:1                           | Gravfält                         |              | Östra Torsås, Småland |       | 56.760455, 14.898622 | 10078200050001 | Ladda upp en bild av detta fornminne      |
| Östra Torsås 6:2                           | Stenkrets                        |              | Östra Torsås, Småland |       | 56.758471, 14.899083 | 10078200060002 | Ladda upp en bild av detta fornminne      |
| Östra Torsås 6:3                           | Stenkrets                        |              | Östra Torsås, Småland |       | 56.758336, 14.899775 | 10078200060003 | Ladda upp en bild av detta fornminne      |
| Östra Torsås 9:1                           | Stenkammargrav                   |              | Östra Torsås, Småland |       | 56.768273, 14.893356 | 10078200090001 | Ladda upp en bild av detta fornminne      |
| Östra Torsås 10:1                          | Röse                             |              | Östra Torsås, Småland |       | 56.748817, 14.885002 | 10078200100001 | Ladda upp en bild av detta fornminne      |
| Östra Torsås 14:1                          | Röse                             |              | Östra Torsås, Småland |       | 56.746528, 14.889878 | 10078200140001 | Ladda upp en bild av detta fornminne      |
| Östra Torsås 17:1                          | Röse                             |              | Östra Torsås, Småland |       | 56.745222, 14.888008 | 10078200170001 | Ladda upp en bild av detta fornminne      |
| Östra Torsås 18:1                          | Röse                             |              | Östra Torsås, Småland |       | 56.751687, 14.891016 | 10078200180001 | Ladda upp en bild av detta fornminne      |
| Östra Torsås 23:1                          | Röse                             |              | Östra Torsås, Småland |       | 56.752288, 14.864079 | 10078200230001 | Ladda upp en bild av detta fornminne      |
| Enerör eller Enarör (Östra Torsås 24:1)    | Röse                             |              | Östra Torsås, Småland |       | 56.754930, 14.867163 | 10078200240001 | Ladda upp en bild av detta fornminne      |
| Östra Torsås 28:1                          | Runristning                      |              | Östra Torsås, Småland |       | 56.772001, 14.871039 | 10078200280001 | Ladda upp en till bild av detta fornminne |
| Östra Torsås 30:1                          | Grav markerad av sten/block      |              | Östra Torsås, Småland |       | 56.774135, 14.875122 | 10078200300001 | Ladda upp en bild av detta fornminne      |
| Östra Torsås 38:1                          | Stenkammargrav                   |              | Östra Torsås, Småland |       | 56.757543, 14.862856 | 10078200380001 | Ladda upp en bild av detta fornminne      |
| Östra Torsås 38:2                          | Stenkammargrav                   |              | Östra Torsås, Småland |       | 56.757420, 14.863642 | 10078200380002 | Ladda upp en bild av detta fornminne      |
| Östra Torsås 38:3                          | Stensättning                     |              | Östra Torsås, Småland |       | 56.757947, 14.863112 | 10078200380003 | Ladda upp en bild av detta fornminne      |
| Östra Torsås 43:1                          | Röse                             |              | Östra Torsås, Småland |       | 56.781377, 14.896435 | 10078200430001 | Ladda upp en bild av detta fornminne      |
| Östra Torsås 45:1                          | Röse                             |              | Östra Torsås, Småland |       | 56.781916, 14.895591 | 10078200450001 | Ladda upp en bild av detta fornminne      |
| Östra Torsås 45:3                          | Husgrund, förhistorisk/medeltida |              | Östra Torsås, Småland |       | 56.781976, 14.894922 | 10078200450003 | Ladda upp en bild av detta fornminne      |
| Östra Torsås 45:4                          | Röse                             |              | Östra Torsås, Småland |       | 56.781699, 14.895549 | 10078200450004 | Ladda upp en bild av detta fornminne      |
| Östra Torsås 45:5                          | Röse                             |              | Östra Torsås, Småland |       | 56.781837, 14.895951 | 10078200450005 | Ladda upp en bild av detta fornminne      |
| Limmerör (Östra Torsås 46:1)               | Röse                             |              | Östra Torsås, Småland |       | 56.739489, 14.860167 | 10078200460001 | Ladda upp en bild av detta fornminne      |
| Limmerör (Östra Torsås 46:2)               | Stensättning                     |              | Östra Torsås, Småland |       | 56.739694, 14.860464 | 10078200460002 | Ladda upp en bild av detta fornminne      |
| Östra Torsås 47:1                          | Stenkammargrav                   |              | Östra Torsås, Småland |       | 56.738915, 14.858682 | 10078200470001 | Ladda upp en bild av detta fornminne      |
| Östra Torsås 47:2                          | Röse                             |              | Östra Torsås, Småland |       | 56.738681, 14.858627 | 10078200470002 | Ladda upp en bild av detta fornminne      |
| Östra Torsås 48:1                          | Röse                             |              | Östra Torsås, Småland |       | 56.738891, 14.862867 | 10078200480001 | Ladda upp en bild av detta fornminne      |
| Östra Torsås 49:1                          | Röse                             |              | Östra Torsås, Småland |       | 56.740762, 14.863075 | 10078200490001 | Ladda upp en bild av detta fornminne      |
| Östra Torsås 50:1                          | Stensättning                     |              | Östra Torsås, Småland |       | 56.745697, 14.917911 | 10078200500001 | Ladda upp en bild av detta fornminne      |
| Östra Torsås 50:2                          | Stensättning                     |              | Östra Torsås, Småland |       | 56.745587, 14.918084 | 10078200500002 | Ladda upp en bild av detta fornminne      |
| Jättefot (Östra Torsås 51:1)               | Grav markerad av sten/block      |              | Östra Torsås, Småland |       | 56.753092, 14.905146 | 10078200510001 | Ladda upp en bild av detta fornminne      |
| Östra Torsås 52:1                          | Gravfält                         |              | Östra Torsås, Småland |       | 56.755770, 14.904380 | 10078200520001 | Ladda upp en bild av detta fornminne      |
| Östra Torsås 56:1                          | Stensättning                     |              | Östra Torsås, Småland |       | 56.740636, 14.920831 | 10078200560001 | Ladda upp en bild av detta fornminne      |
| Östra Torsås 60:1                          | Röse                             |              | Östra Torsås, Småland |       | 56.742710, 14.940979 | 10078200600001 | Ladda upp en bild av detta fornminne      |
| Östra Torsås 60:2                          | Röse                             |              | Östra Torsås, Småland |       | 56.742409, 14.941472 | 10078200600002 | Ladda upp en bild av detta fornminne      |
| Östra Torsås 60:3                          | Röse                             |              | Östra Torsås, Småland |       | 56.742257, 14.941701 | 10078200600003 | Ladda upp en bild av detta fornminne      |
| Möresbacken (Östra Torsås 61:1)            | Stensättning                     |              | Östra Torsås, Småland |       | 56.742788, 14.933150 | 10078200610001 | Ladda upp en bild av detta fornminne      |
| Möresbacken (Östra Torsås 61:2)            | Stensättning                     |              | Östra Torsås, Småland |       | 56.742775, 14.932884 | 10078200610002 | Ladda upp en bild av detta fornminne      |
| Gossagårdsröset (Östra Torsås 62:1)        | Röse                             |              | Östra Torsås, Småland |       | 56.747173, 14.931430 | 10078200620001 | Ladda upp en bild av detta fornminne      |
| Stommabacken (Östra Torsås 64:1)           | Gravfält                         |              | Östra Torsås, Småland |       | 56.742329, 14.936701 | 10078200640001 | Ladda upp en bild av detta fornminne      |
| Östra Torsås 65:1                          | Gravfält                         |              | Östra Torsås, Småland |       | 56.745897, 14.933924 | 10078200650001 | Ladda upp en bild av detta fornminne      |
| Östra Torsås 65:2                          | Runristning                      |              | Östra Torsås, Småland |       | 56.745916, 14.934109 | 12000000035714 | Ladda upp en bild av detta fornminne      |
| Ekebacken (Östra Torsås 66:1)              | Gravfält                         |              | Östra Torsås, Småland |       | 56.746662, 14.928086 | 10078200660001 | Ladda upp en bild av detta fornminne      |
| Ekebacken (Östra Torsås 66:2)              | Hällristning                     |              | Östra Torsås, Småland |       | 56.746866, 14.927486 | 10078200660002 | Ladda upp en bild av detta fornminne      |
| Östra Torsås 69:1                          | Röse                             |              | Östra Torsås, Småland |       | 56.739382, 14.937827 | 10078200690001 | Ladda upp en bild av detta fornminne      |
| Östra Torsås 69:2                          | Grav markerad av sten/block      |              | Östra Torsås, Småland |       | 56.739299, 14.937470 | 10078200690002 | Ladda upp en bild av detta fornminne      |
| Östra Torsås 71:1                          | Röse                             |              | Östra Torsås, Småland |       | 56.735231, 14.951731 | 10078200710001 | Ladda upp en bild av detta fornminne      |
| Östra Torsås 74:1                          | Röse                             |              | Östra Torsås, Småland |       | 56.740082, 14.950706 | 10078200740001 | Ladda upp en bild av detta fornminne      |
| Östra Torsås 75:1                          | Röse                             |              | Östra Torsås, Småland |       | 56.740478, 14.976400 | 10078200750001 | Ladda upp en bild av detta fornminne      |
| Östra Torsås 76:1                          | Röse                             |              | Östra Torsås, Småland |       | 56.740730, 14.977216 | 10078200760001 | Ladda upp en bild av detta fornminne      |
| Kyrkebacken (Östra Torsås 79:1)            | Röse                             |              | Östra Torsås, Småland |       | 56.775995, 15.003934 | 10078200790001 | Ladda upp en bild av detta fornminne      |
| Kung Askes grav (nr 1) (Östra Torsås 80:1) | Röse                             |              | Östra Torsås, Småland |       | 56.741978, 14.990677 | 10078200800001 | Ladda upp en bild av detta fornminne      |
| Kung Askes grav (nr 1) (Östra Torsås 80:2) | Grav markerad av sten/block      |              | Östra Torsås, Småland |       | 56.741979, 14.990792 | 10078200800002 | Ladda upp en bild av detta fornminne      |
| Kung Askes grav (nr 1) (Östra Torsås 80:3) | Röse                             |              | Östra Torsås, Småland |       | 56.741938, 14.991050 | 10078200800003 | Ladda upp en bild av detta fornminne      |
| Kung Askes grav (nr 1) (Östra Torsås 80:4) | Stensättning                     |              | Östra Torsås, Småland |       | 56.741783, 14.990931 | 10078200800004 | Ladda upp en bild av detta fornminne      |
| Östra Torsås 81:1                          | Röse                             |              | Östra Torsås, Småland |       | 56.741289, 14.994103 | 10078200810001 | Ladda upp en bild av detta fornminne      |
| Östra Torsås 81:2                          | Stenkrets                        |              | Östra Torsås, Småland |       | 56.741521, 14.994214 | 10078200810002 | Ladda upp en bild av detta fornminne      |
| Östra Torsås 82:1                          | Stenkammargrav                   |              | Östra Torsås, Småland |       | 56.742176, 15.002626 | 10078200820001 | Ladda upp en bild av detta fornminne      |
| Östra Torsås 83:1                          | Stenkammargrav                   |              | Östra Torsås, Småland |       | 56.742796, 15.002251 | 10078200830001 | Ladda upp en bild av detta fornminne      |
| Hullerör (Östra Torsås 84:1)               | Röse                             |              | Östra Torsås, Småland |       | 56.744993, 14.998187 | 10078200840001 | Ladda upp en bild av detta fornminne      |
| Hullerör (Östra Torsås 84:2)               | Röse                             |              | Östra Torsås, Småland |       | 56.744930, 14.998813 | 10078200840002 | Ladda upp en bild av detta fornminne      |
| Östra Torsås 88:1                          | Röse                             |              | Östra Torsås, Småland |       | 56.786506, 14.882731 | 10078200880001 | Ladda upp en bild av detta fornminne      |
| Östra Torsås 88:2                          | Stensättning                     |              | Östra Torsås, Småland |       | 56.786506, 14.883098 | 10078200880002 | Ladda upp en bild av detta fornminne      |
| Östra Torsås 89:1                          | Stensättning                     |              | Östra Torsås, Småland |       | 56.785353, 14.880765 | 10078200890001 | Ladda upp en bild av detta fornminne      |
| Östra Torsås 90:1                          | Röse                             |              | Östra Torsås, Småland |       | 56.734895, 14.873856 | 10078200900001 | Ladda upp en bild av detta fornminne      |
| Östra Torsås 90:2                          | Röse                             |              | Östra Torsås, Småland |       | 56.734646, 14.873847 | 10078200900002 | Ladda upp en bild av detta fornminne      |
| Östra Torsås 90:3                          | Röse                             |              | Östra Torsås, Småland |       | 56.734523, 14.873375 | 10078200900003 | Ladda upp en bild av detta fornminne      |
| Östra Torsås 91:1                          | Stensättning                     |              | Östra Torsås, Småland |       | 56.733654, 14.873929 | 10078200910001 | Ladda upp en bild av detta fornminne      |
| Östra Torsås 92:1                          | Stensättning                     |              | Östra Torsås, Småland |       | 56.733319, 14.873962 | 10078200920001 | Ladda upp en bild av detta fornminne      |
| Östra Torsås 92:2                          | Stensättning                     |              | Östra Torsås, Småland |       | 56.733108, 14.873639 | 10078200920002 | Ladda upp en bild av detta fornminne      |
| Östra Torsås 92:3                          | Stensättning                     |              | Östra Torsås, Småland |       | 56.733108, 14.873259 | 10078200920003 | Ladda upp en bild av detta fornminne      |
| Östra Torsås 92:4                          | Stensättning                     |              | Östra Torsås, Småland |       | 56.733111, 14.874369 | 10078200920004 | Ladda upp en bild av detta fornminne      |
| Östra Torsås 95:1                          | Stenkammargrav                   |              | Östra Torsås, Småland |       | 56.722224, 14.866595 | 10078200950001 | Ladda upp en bild av detta fornminne      |
| Östra Torsås 95:2                          | Stensättning                     |              | Östra Torsås, Småland |       | 56.722310, 14.867073 | 10078200950002 | Ladda upp en bild av detta fornminne      |
| Östra Torsås 98:1                          | Röse                             |              | Östra Torsås, Småland |       | 56.756664, 14.865721 | 10078200980001 | Ladda upp en bild av detta fornminne      |
| Östra Torsås 98:2                          | Röse                             |              | Östra Torsås, Småland |       | 56.756338, 14.865819 | 10078200980002 | Ladda upp en bild av detta fornminne      |
| Östra Torsås 99:1                          | Stensättning                     |              | Östra Torsås, Småland |       | 56.753413, 14.872020 | 10078200990001 | Ladda upp en bild av detta fornminne      |
| Östra Torsås 100:1                         | Stensättning                     |              | Östra Torsås, Småland |       | 56.752884, 14.868998 | 10078201000001 | Ladda upp en bild av detta fornminne      |
| Skräppelandsröret (Östra Torsås 102:1)     | Röse                             |              | Östra Torsås, Småland |       | 56.714969, 14.932105 | 10078201020001 | Ladda upp en bild av detta fornminne      |
| Östra Torsås 103:1                         | Stenkammargrav                   |              | Östra Torsås, Småland |       | 56.715423, 14.934519 | 10078201030001 | Ladda upp en bild av detta fornminne      |
| Östra Torsås 104:1                         | Stenkammargrav                   |              | Östra Torsås, Småland |       | 56.720913, 14.923492 | 10078201040001 | Ladda upp en bild av detta fornminne      |
| Östra Torsås 105:1                         | Husgrund, förhistorisk/medeltida |              | Östra Torsås, Småland |       | 56.719085, 14.852081 | 10078201050001 | Ladda upp en bild av detta fornminne      |
| Östra Torsås 105:2                         | Husgrund, förhistorisk/medeltida |              | Östra Torsås, Småland |       | 56.719148, 14.852226 | 10078201050002 | Ladda upp en bild av detta fornminne      |
| Östra Torsås 106:1                         | Röse                             |              | Östra Torsås, Småland |       | 56.721686, 14.866318 | 10078201060001 | Ladda upp en bild av detta fornminne      |
| Östra Torsås 107:1                         | Stenkammargrav                   |              | Östra Torsås, Småland |       | 56.731225, 14.921647 | 10078201070001 | Ladda upp en bild av detta fornminne      |
| Östra Torsås 108:1                         | Stenkammargrav                   |              | Östra Torsås, Småland |       | 56.732034, 14.921298 | 10078201080001 | Ladda upp en bild av detta fornminne      |
| Östra Torsås 109:1                         | Stenkammargrav                   |              | Östra Torsås, Småland |       | 56.733053, 14.920455 | 10078201090001 | Ladda upp en bild av detta fornminne      |
| Östra Torsås 111:1                         | Röse                             |              | Östra Torsås, Småland |       | 56.701382, 14.955074 | 10078201110001 | Ladda upp en bild av detta fornminne      |
| Östra Torsås 111:2                         | Röse                             |              | Östra Torsås, Småland |       | 56.701758, 14.954946 | 10078201110002 | Ladda upp en bild av detta fornminne      |
| Östra Torsås 121:1                         | Stenkrets                        |              | Östra Torsås, Småland |       | 56.741556, 14.977150 | 10078201210001 | Ladda upp en bild av detta fornminne      |
| Östra Torsås 154:1                         | Stensättning                     |              | Östra Torsås, Småland |       | 56.752603, 14.864299 | 10078201540001 | Ladda upp en bild av detta fornminne      |
| Östra Torsås 156:1                         | Röse                             |              | Östra Torsås, Småland |       | 56.763039, 14.957755 | 10078201560001 | Ladda upp en bild av detta fornminne      |
| Östra Torsås 158:1                         | Stensättning                     |              | Östra Torsås, Småland |       | 56.746419, 14.911398 | 10078201580001 | Ladda upp en bild av detta fornminne      |
| Östra Torsås 159:1                         | Stensättning                     |              | Östra Torsås, Småland |       | 56.747018, 14.911119 | 10078201590001 | Ladda upp en bild av detta fornminne      |
| Östra Torsås 160:1                         | Stensättning                     |              | Östra Torsås, Småland |       | 56.747806, 14.911401 | 10078201600001 | Ladda upp en bild av detta fornminne      |
| Östra Torsås 160:2                         | Stensättning                     |              | Östra Torsås, Småland |       | 56.747892, 14.911513 | 10078201600002 | Ladda upp en bild av detta fornminne      |
| Östra Torsås 161:1                         | Röse                             |              | Östra Torsås, Småland |       | 56.741228, 14.914314 | 10078201610001 | Ladda upp en bild av detta fornminne      |
| Östra Torsås 162:1                         | Stensättning                     |              | Östra Torsås, Småland |       | 56.741632, 14.936368 | 10078201620001 | Ladda upp en bild av detta fornminne      |
| Östra Torsås 163:1                         | Röse                             |              | Östra Torsås, Småland |       | 56.740941, 14.935190 | 10078201630001 | Ladda upp en bild av detta fornminne      |
| Östra Torsås 166:1                         | Hög                              |              | Östra Torsås, Småland |       | 56.744831, 14.936092 | 10078201660001 | Ladda upp en bild av detta fornminne      |
| Östra Torsås 167:1                         | Stensättning                     |              | Östra Torsås, Småland |       | 56.746069, 14.937106 | 10078201670001 | Ladda upp en bild av detta fornminne      |
| Östra Torsås 169:1                         | Hällristning                     |              | Östra Torsås, Småland |       | 56.746499, 14.889064 | 10078201690001 | Ladda upp en bild av detta fornminne      |
| Östra Torsås 172:1                         | Röse                             |              | Östra Torsås, Småland |       | 56.766973, 14.868354 | 10078201720001 | Ladda upp en bild av detta fornminne      |
| Östra Torsås 173:1                         | Stensättning                     |              | Östra Torsås, Småland |       | 56.774760, 14.883207 | 10078201730001 | Ladda upp en bild av detta fornminne      |
| Östra Torsås 173:2                         | Stensättning                     |              | Östra Torsås, Småland |       | 56.774904, 14.883526 | 10078201730002 | Ladda upp en bild av detta fornminne      |
| Östra Torsås 175:1                         | Röse                             |              | Östra Torsås, Småland |       | 56.773667, 14.875742 | 10078201750001 | Ladda upp en bild av detta fornminne      |
| Östra Torsås 176:1                         | Röse                             |              | Östra Torsås, Småland |       | 56.770060, 14.875535 | 10078201760001 | Ladda upp en bild av detta fornminne      |
| Östra Torsås 182:1                         | Hällristning                     |              | Östra Torsås, Småland |       | 56.788963, 14.944343 | 10078201820001 | Ladda upp en bild av detta fornminne      |
| Östra Torsås 183:1                         | Röse                             |              | Östra Torsås, Småland |       | 56.788135, 14.945779 | 10078201830001 | Ladda upp en bild av detta fornminne      |
| Östra Torsås 187:1                         | Röse                             |              | Östra Torsås, Småland |       | 56.765151, 14.938608 | 10078201870001 | Ladda upp en bild av detta fornminne      |
| Östra Torsås 188:1                         | Röse                             |              | Östra Torsås, Småland |       | 56.764460, 14.939166 | 10078201880001 | Ladda upp en bild av detta fornminne      |
| Östra Torsås 189:1                         | Röse                             |              | Östra Torsås, Småland |       | 56.762302, 14.935773 | 10078201890001 | Ladda upp en bild av detta fornminne      |
| Östra Torsås 190:1                         | Hög                              |              | Östra Torsås, Småland |       | 56.763242, 14.935972 | 10078201900001 | Ladda upp en bild av detta fornminne      |
| Östra Torsås 191:1                         | Röse                             |              | Östra Torsås, Småland |       | 56.765433, 14.934308 | 10078201910001 | Ladda upp en bild av detta fornminne      |
| Östra Torsås 192:1                         | Röse                             |              | Östra Torsås, Småland |       | 56.765019, 14.934928 | 10078201920001 | Ladda upp en bild av detta fornminne      |
| Östra Torsås 194:1                         | Röse                             |              | Östra Torsås, Småland |       | 56.760172, 14.939551 | 10078201940001 | Ladda upp en bild av detta fornminne      |
| Östra Torsås 195:1                         | Röse                             |              | Östra Torsås, Småland |       | 56.758713, 14.939554 | 10078201950001 | Ladda upp en bild av detta fornminne      |
| Östra Torsås 200:1                         | Röse                             |              | Östra Torsås, Småland |       | 56.750370, 14.965466 | 10078202000001 | Ladda upp en bild av detta fornminne      |
| Östra Torsås 201:1                         | Stensättning                     |              | Östra Torsås, Småland |       | 56.748930, 14.966292 | 10078202010001 | Ladda upp en bild av detta fornminne      |
| Östra Torsås 202:1                         | Röse                             |              | Östra Torsås, Småland |       | 56.747493, 14.967552 | 10078202020001 | Ladda upp en bild av detta fornminne      |
| Östra Torsås 203:1                         | Gravfält                         |              | Östra Torsås, Småland |       | 56.747014, 14.966284 | 10078202030001 | Ladda upp en bild av detta fornminne      |
| Östra Torsås 204:1                         | Stensättning                     |              | Östra Torsås, Småland |       | 56.749839, 14.966131 | 10078202040001 | Ladda upp en bild av detta fornminne      |
| Östra Torsås 205:1                         | Stensättning                     |              | Östra Torsås, Småland |       | 56.754686, 14.962772 | 10078202050001 | Ladda upp en bild av detta fornminne      |
| Östra Torsås 206:1                         | Röse                             |              | Östra Torsås, Småland |       | 56.748173, 14.966869 | 10078202060001 | Ladda upp en bild av detta fornminne      |
| Östra Torsås 207:1                         | Gravfält                         |              | Östra Torsås, Småland |       | 56.743454, 14.967340 | 10078202070001 | Ladda upp en bild av detta fornminne      |
| Östra Torsås 220:1                         | Röse                             |              | Östra Torsås, Småland |       | 56.744418, 14.976549 | 10078202200001 | Ladda upp en bild av detta fornminne      |
| Östra Torsås 221:1                         | Röse                             |              | Östra Torsås, Småland |       | 56.746209, 14.978382 | 10078202210001 | Ladda upp en bild av detta fornminne      |
| Östra Torsås 222:1                         | Röse                             |              | Östra Torsås, Småland |       | 56.739647, 14.976650 | 10078202220001 | Ladda upp en bild av detta fornminne      |
| Östra Torsås 223:1                         | Röse                             |              | Östra Torsås, Småland |       | 56.738596, 14.976265 | 10078202230001 | Ladda upp en bild av detta fornminne      |
| Östra Torsås 229:1                         | Stensättning                     |              | Östra Torsås, Småland |       | 56.741522, 14.990704 | 10078202290001 | Ladda upp en bild av detta fornminne      |
| Östra Torsås 231:1                         | Röse                             |              | Östra Torsås, Småland |       | 56.730147, 14.963007 | 10078202310001 | Ladda upp en bild av detta fornminne      |
| Östra Torsås 236:1                         | Stensättning                     |              | Östra Torsås, Småland |       | 56.736201, 14.920638 | 10078202360001 | Ladda upp en bild av detta fornminne      |